# Zwartvoorhoofdduiker
De zwartvoorhoofdduiker (Cephalophorus nigrifrons)  is een zoogdier uit de familie van de holhoornigen (Bovidae). De wetenschappelijke naam van de soort werd voor het eerst geldig gepubliceerd door Gray in 1871. De zwartvoorhoofdduiker leeft in Centraal-Afrika en West-Afrika.